# Liste in Luxemburg vorhandener Dampflokomotiven
Dies ist eine Liste erhaltener Dampflokomotiven auf dem Gebiet von Luxemburg.

## Normalspurlokomotiven
| Foto                                     | Nummer oder Name                   | Bauart / Achsfolge | Hersteller           | Fabrik- nr. | Baujahr | Historie | Eigentümer / Betreiber / Strecke | Standort     | Bemerkungen                                                  |
| ---------------------------------------- | ---------------------------------- | ------------------ | -------------------- | ----------- | ------- | --- | -------------------------------- | ------------ | ------------------------------------------------------------ |
| Dampflok_CFL_5519_BW_2018-04-29_14-54-04 | CFL 5519                           | 1’E h2             | WLF                  | 17615       | 1948    | vorgesehen als DR 42 2718 | 5519 a.s.b.l.                    |              | betriebsfähig. Jüngste Dampflokomotive in Luxemburg          |
| Lock_Luxembourg_5621_pic3                | 5621                               | 1’E h2             | Krauss-Maffei        | 16630       | 1943    | ex ÖBB 52.3504 |                                  | Fond-de-Gras | [ 2 ]                                                        |
|                                          | Cockerill 503                      | B n2t              | Cockerill (Seraing)  | 2768        | 1911    | | Train 1900                       | Fond-de-Gras | Stehkesseldampflok, betriebsfähig                            |
|                                          | Énergie 507                        | C n2t              | Énergie (Marcinelle) | 481         | 1944    | lt. Merte abweichendes Baujahr 1952 Koksfabrik Zeebrugge „LUC“ [B] → /19xx Privat, De Lille, Maldegem [B] → Privat, Luxemburg | Train 1900                       | Fond-de-Gras | Betriebsfähig wird der deutschen Kategorie KDL 7 zugerechnet |
|                                          | Eschweiler Bergwerks-Verein Anna 9 | C n2t              | Hohenzollern         | 2227        | 1908    | Bergwerks-Gesellschaft Hermann, Bork/Krs. Lüdinghausen „I“ → 1928 Eschweiler Bergwerksverein, Grube Mariagrube, Mariadorf „MARIA 3“ → 1964 Eschweiler Bergbauwerksverein EBV, Grube Adolf, Merkstein „2´´“ → 1973 Eschweiler Bergwerksverein EBV, Zeche Anna, Alsdorf „ANNA N.9“ → 1985 Association des Musee et Tourisme Ferroviaires AMTF, Fond de Gras „ANNA N.9“ | Train 1900                       | Fond-de-Gras | [ 6 ]                                                        |
|                                          | AL 6114                            | C n2t              | SACM/Grafenstaden    | 4324        | 1891    | ex Reichseisenbahnen Elsaß-Lothringen | Train 1900                       | Fond-de-Gras | baugleich zur preußischen T 3                                |
|                                          | Arbed 5                            | B n2t              | Hanomag              | 3431        | 1900    | Schmidt, Leer „9“ → 19xx HADIR - ARBED, Differdange/Luxemburg → 1973 Association des Musee et Tourisme Ferroviaires AMTF, Fond de Gras „8“ | Train 1900                       | Fond-de-Gras | [ 10 ]                                                       |
|                                          | ADI n°12                           | C n2t              | Hanomag              | 4018        | 1903    | ex Deutsch-Luxemburgische Bergwerks- und Hütten-AG 14 → Arbed Bergwerks-Gesellschaft Differdingen „2“ → HADIR - ARBED, Differdange → 1973 Association des Musee et Tourisme Ferroviaires AMTF, Fond de Gras „12“ | Train 1900                       | Fond-de-Gras | Preußische T 7                                               |
|                                          | CFV3V AD 07                        | D n2t              | La Meuse             | 4123        | 1942    | |                                  | Fond-de-Gras | [ 13 ]                                                       |
|                                          | ARBED No. 5                        | C n2t              | O&K                  | 5457        | 1912    | Vereinigte Hüttenwerke Burbach-Eich-Düdelingen, Luxemburg → ARBED, Schiffelange „5“ → 1977 Association des Musee et Tourisme Ferroviaires AMTF, Fond de Gras „5“ |                                  | Fond-de-Gras | [ 14 ]                                                       |
|                                          | Hadir (ARBED), No. 123 (704)       | B fl               | La Meuse             | 3332        | 1928    | |                                  | Fond-de-Gras | [ 15 ]                                                       |
|                                          | Dudelange 12                       | C fl               | Jung                 | 12513       | 1956    | ARBED Saarstahl, Dudelange [LUX] → Service des Sites et Monument nationaux, Fond de Gras |                                  | Fond-de-Gras | [ 16 ]                                                       |

## Schmalspurlokomotiven 700 mm
Diese Spurweite gab es in Luxemburg nur bei Montanbahnen.
| Foto | Nummer oder Name    | Bauart / Achsfolge | Hersteller       | Fabrik- nr. | Baujahr | Historie | Eigentümer / Betreiber / Strecke | Standort     | Bemerkungen |
| ---- | ------------------- | ------------------ | ---------------- | ----------- | ------- | --- | -------------------------------- | ------------ | ----------- |
|      |                     | B n2t              | Krauss           | 8449        | 1928    | Neunkirchener Eisenwerk „10“ → 1969 Spielplatz, Bliesstraße, Gersheim „10“ → 1990 Museums-Eisenbahn-Club Losheim MECL „10“ → 1996 Privat, B. Könen, Losheim/Saar „20“ → 200x Denkmalamt Luxemburg - Minièresbunn Doihl-Rodange MBD, Petange                     |                                  | Fond-de-Gras | [ 17 ]      |
|      | Steinforter Hütte 4 | B n2t              | Krauss (München) | 3175        | 1895    | Ch. & J. Colert, Steinforter Hütte, Steinfort → 1941 Lederfabrik Ideal, Wiltz → 1961 Privat, Hubert Baldauff, Luxemburg-Stadt → 2001 Service des Sites et Monuments Nationaux, Luxemburg [LUX] (11.2001 HU Meiningen) → Minièresbunn Doihl-Rodange MBD, Petange |                                  | Fond-de-Gras | [ 18 ]      |
|      | Mines d’Esch No. 1  | B n2t              | Krauss           | 3665        | 1897    | Mines d’Esch, Luxemburg „004“ → 19xx Denkmal, Petange → 198x Minièresbunn Dhoil-Rodange MBD, Petange „1“ → 1992 Kessel Meiningen FNr. 1479 |                                  | Fond-de-Gras | [ 19 ]      |

## Schmalspurlokomotiven 1000 mm
Meterspur war in Luxemburg die gängige Spurweite für öffentliche Schmalspurbahnen.
| Foto | Nummer oder Name                 | Bauart / Achsfolge | Hersteller | Fabrik- nr. | Baujahr | Historie                                                                                               | Eigentümer / Betreiber / Strecke | Standort                            | Bemerkungen       |
| ---- | -------------------------------- | ------------------ | ---------- | ----------- | ------- | --- | -------------------------------- | ----------------------------------- | ----------------- |
|      | Arbed 25 Jhangeli                | B n2t              | La Meuse   | 3362        | 1929    | |                                  | Niederpallen                        |                   |
|      | Acieres Reunies de Burbach Nr 21 | B n2t              | Hanomag    | 5920        | 1912    | Aachener Hüttenverein Rothe Erde / → ARBED, Luxemburg / → Denkmal, Rue de Luxembourg, Esch sur Alzette |                                  | Esch-sur-Alzette, Boulevard Berwart | Denkmallokomotive |